# Tritneptis diprionis
Tritneptis diprionis är en stekelart som beskrevs av Charles Joseph Gahan 1938. Tritneptis diprionis ingår i släktet Tritneptis och familjen puppglanssteklar.
Artens utbredningsområde är:
- Österrike.
- Tyskland.
- Nederländerna.
- Sverige.

Arten är reproducerande i Sverige. Inga underarter finns listade i Catalogue of Life.